# Sodalitas pro mutua s. Missae celebratione
Sodalitas pro mutua s. Missae celebratione, používající zkratku SMC, je neformální sdružení kněží v brněnské diecézi, kteří se zavázali v případě úmrtí kteréhokoliv jiného člena odsloužit mši svatou. Bylo založeno brněnským biskupem Mons. ThDr. Antonínem Arnoštem hrabětem Schaffgotschem v roce 1853 a po jeho vzniku do něj vstoupil prakticky celý diecézní klérus této diecéze.